# Jessica Steen
Jessica Steen (Toronto, 19 de dezembro de 1965) é uma atriz de filmes e televisão; participou do filme A Casa Inteligente como Sarah Barnes, a criadora da Casa Inteligente, e também da série Heartland, como Lisa Stillman.

## Infância
Jessica Steen nasceu em Toronto, Ontário, filha de Joanna Noyes, uma atriz, e de Jan Steen, um diretor e ator. Ela é de ascendência de escoceses e de neerlandeses.

## Filmografia parcial
- Captain Power and the Soldiers of the Future
- Homefront
- Earth 2
- Armageddon
- Flashpoint
- NCIS
- Judgment
- Left Behind: World at War
- Supernatural Season 1 ep 13